# Гипокапния
Гипокапни́я (от др.-греч. ὑπο- — приставка со значением ослабленности качества и καπνός — дым) — состояние, вызванное недостаточностью СО2 в крови.
Содержание углекислого газа в крови поддерживается дыхательными процессами на определённом уровне, отклонение от которого приводит к нарушению биохимического баланса в тканях. Проявляется гипокапния в лучшем случае в виде головокружения, а в худшем — заканчивается потерей сознания.
Гипокапния возникает при глубоком и частом дыхании, которое автоматически возникает в состоянии страха, паники или истерики. Искусственная гипервентиляция перед нырянием с задержкой дыхания — самая распространённая причина недостаточности СО2. Также гипокапния может возникнуть при надувании ртом воздушных шариков, надувных матрацев и т.п. Гипокапния приводит к дыхательному алкалозу.
Гипокапния возникает с возрастом, когда содержание СО2 в крови падает ниже 3,5 % от нормальных 6 %. Гипокапния вызывает стойкое сужение просвета артериол, вызывая симптоматику гипертонической болезни, часто квалифицируемой как эссенциальная (эссенциальная артериальная гипертензия, ЭАГ). Причина падения СО2 в крови — стресс, вызывающий реакцию дыхательного центра, который реактивно не изменяет выделение СО2 лёгкими даже после окончания действия стрессового фактора — возникает хроническая гипервентиляция лёгких. Также важное значение имеет гиподинамия. Таким образом гипокапния может рассматриваться как причина комплекса заболеваний, связанных с гипертонусом сосудов — ЭАГ и её грозных осложнений — инфарктов органов и тканей.
Для контроля гипокапнии и гиперкапнии в медицине используют капнограф — анализатор содержания углекислого газа в выдыхаемом воздухе. Углекислый газ обладает большой диффузионной способностью, поэтому в выдыхаемом воздухе его содержится практически столько же, сколько в крови, и величина парциального давления CO2 в конце выдоха является важным показателем жизнедеятельности организма.